# Сіверо-Одоєвський Опанас Семенович
Опанас Семенович Сіверо-Одоєвський (Сєвєров-Одоєвський) (1884, Олександрівськ, Катеринославська губернія, Російська імперія — 26 серпня 1938, Москва, РРФСР, СРСР) — член Центральної Ради, есер, голова ради Слобідської України, голова виконавчого комітету Харківської губернської ради, міський голова Харкова (1918), жертва сталінського терору.

## Життєпис
Походив із міщан, син коваля, учасника революційного руху. Закінчив міське училище в Олександрівську, навчався у Вищій школі Лесгафта, не закінчив, перейшовши на нелегальне становище. 
Член РСДРП(б) з 1902 року. З 1906 есер-максималіст. У 1908 році засуджений до 6 років каторги, заміненої безстроковим п
засланням. Утік за кордон, співпрацював у лівих газетах. Повернувся з Женеви до Росії в 1917 році.
Український есер, кандидат у члени ЦК УПСР. Голова Ради Слобідської України. Влітку 1917 року Сіверо-Одоєвський був Харківським губернським інструктором Української Центральної Ради. У 1917 році — голова Харківського губернського громадського комітету.
З жовтня по листопад 1917 року — голова військово-революційного комітету Харківської губернії. З листопада 1917 по січень 1918 року — голова виконавчого комітету Харківської губернської ради.
29 січня 1918 арештований силами Михайла Ковенка під час засідання Малої Ради разом з С. Бачинським, П. Любченком, Г. Михайличенком, М. Полозом, О. Шумським зі звинуваченнями в підготовці повстання у військах і намаганні підірвати Центральну Раду зсередини. Тоді їх називали лівобережці або лівобережна фракція Української партії соціалістів-революціонерів, пізніше вони утворили партію боротьбистів. У 1918 році — лівий есер, член повстанської «дев'ятки». Делегат ІІ Всеукраїнського з'їзду рад у березні 1918 в Харкові, заступник голови ЦВК радянської України. З травня 1918 року — член ЦК Української партії есерів (боротьбистів). З червня 1919 року — член РКП(б).
Працював у народному комісаріаті важкої промисловості СРСР, розвідуправлінні РСЧА, в народному комісаріаті закордонних справ СРСР, інших установах. Входив до складу товариства політкаторжан.

## Сталінські репресії та реабілітація
Заарештований у січні 1938, у серпні 1938 засуджений Військовою колегією Верховного суду СРСР як іноземний шпигун. Розстріляний.
Реабілітований у 1956.